# Matsucoccus monophyllae
Matsucoccus monophyllae är en insektsart som beskrevs av Mckenzie 1941. Matsucoccus monophyllae ingår i släktet Matsucoccus och familjen pärlsköldlöss. Inga underarter finns listade i Catalogue of Life.